# Championnat de France Nationale 1 de tennis de table 1987-1988
 (janvier 2024).
Si vous disposez d'ouvrages ou d'articles de référence ou si vous connaissez des sites web de qualité traitant du thème abordé ici, merci de compléter l'article en donnant les références utiles à sa vérifiabilité et en les liant à la section « Notes et références ».
Navigation
Nationale 1 1986-1987 Nationale 1 1988-1989
| \| Levallois UTT AS Messine Paris VGA Saint-Maur SLUC Nancy US Kremlin Bicêtre \| Localisation des clubs engagés dans le championnat. |
| Levallois UTT AS Messine Paris VGA Saint-Maur SLUC Nancy US Kremlin Bicêtre                                                           |

Le Championnat de France de tennis de table 1987-1888 se déroule sur la saison 1987-1988.

## Championnat Masculin
- Trinité Sports TT
- AS Messine Paris
- VGA Saint-Maur
- Levallois UTT
- SLUC Nancy
- ES Reuilly
- 4S Tours TT
- US Kremlin-Bicêtre (promu)
- ASML Fréjus (promu)
- ASC Chalons-sur-Marne (promu)
- ULJAQ Roncq (promu)
- TTGF Angoulême